# Rudolf Otto (pilot)
Rudolf Otto – niemiecki as myśliwski z czasów I wojny światowej z 6 potwierdzonymi zwycięstwami powietrznymi oraz jednym niepotwierdzonym, ostatni dowódca Jasta 68.
Służył w 1917 na froncie wschodnim. Od czerwca 1917 roku w FAA283 następnie został przeniesiony do Jasta Ober-Ost. Pierwsze zwycięstwo powietrzne odniósł 5 lipca 1917 nad Farmanem z Carskich Sił Powietrznych w okolicach Pomorzan. 5 marca 1918 roku został przeniesiony do eskadry myśliwskiej Jasta 74, gdzie odniósł dwa kolejne zwycięstwa. 9 sierpnia 1918 roku został przeniesiony na stanowisko dowódcy Jasta 68, które sprawował do końca wojny. W jednostce odniósł 3 pewne zwycięstwa, ostatnie 9 października.
Powojenne losy Rudolfa Otto nie są znane.